# Philharmonie de Tcheliabinsk

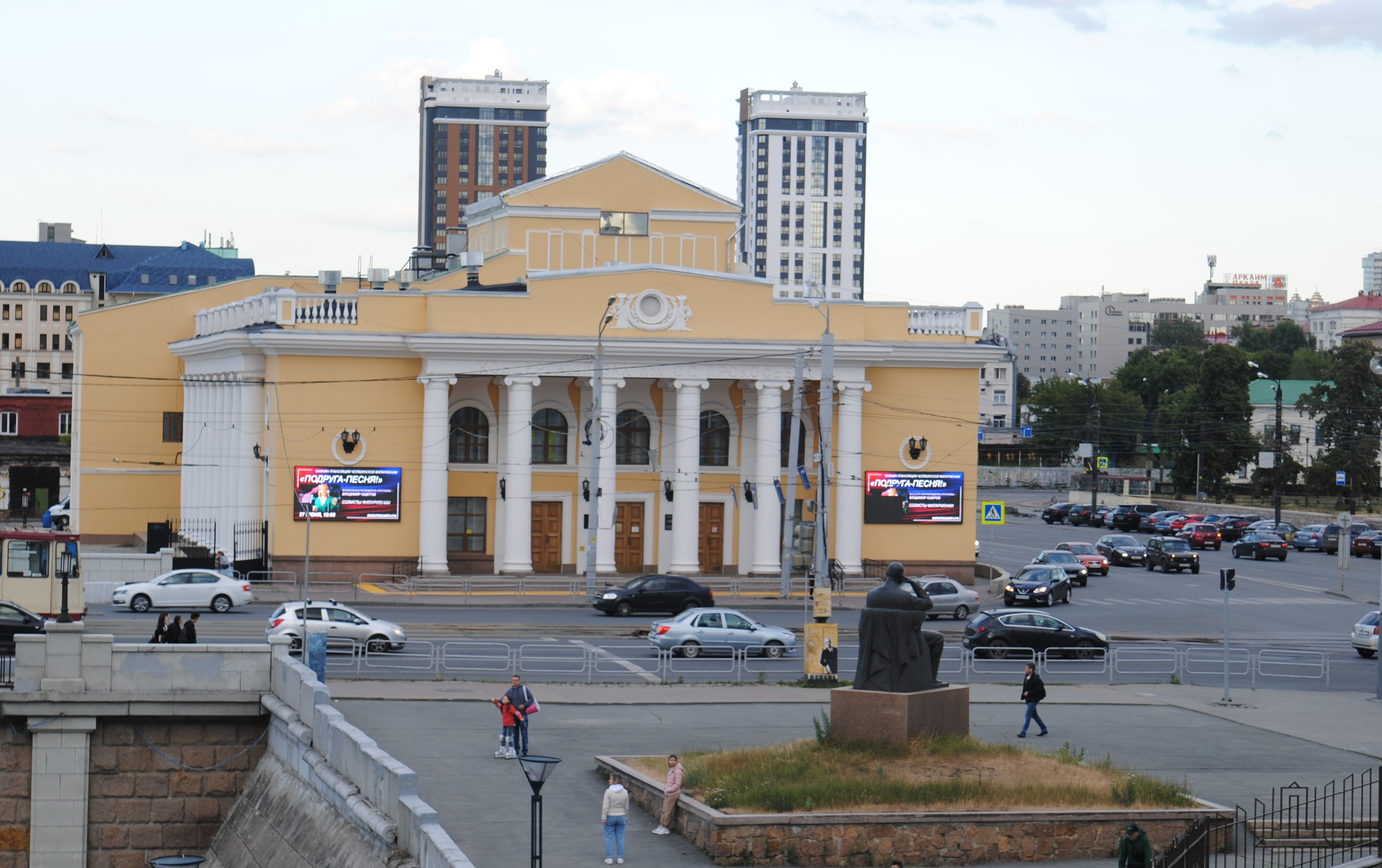
La Salle Prokofiev.

La Philharmonie d'État de Tcheliabinsk (Челябинская государственная филармония) est une institution culturelle d'État en Russie, principale organisation de concerts dans l'oblast de Tcheliabinsk. Elle a été fondée en 1937 à Tcheliabinsk. 

## Salles de concert

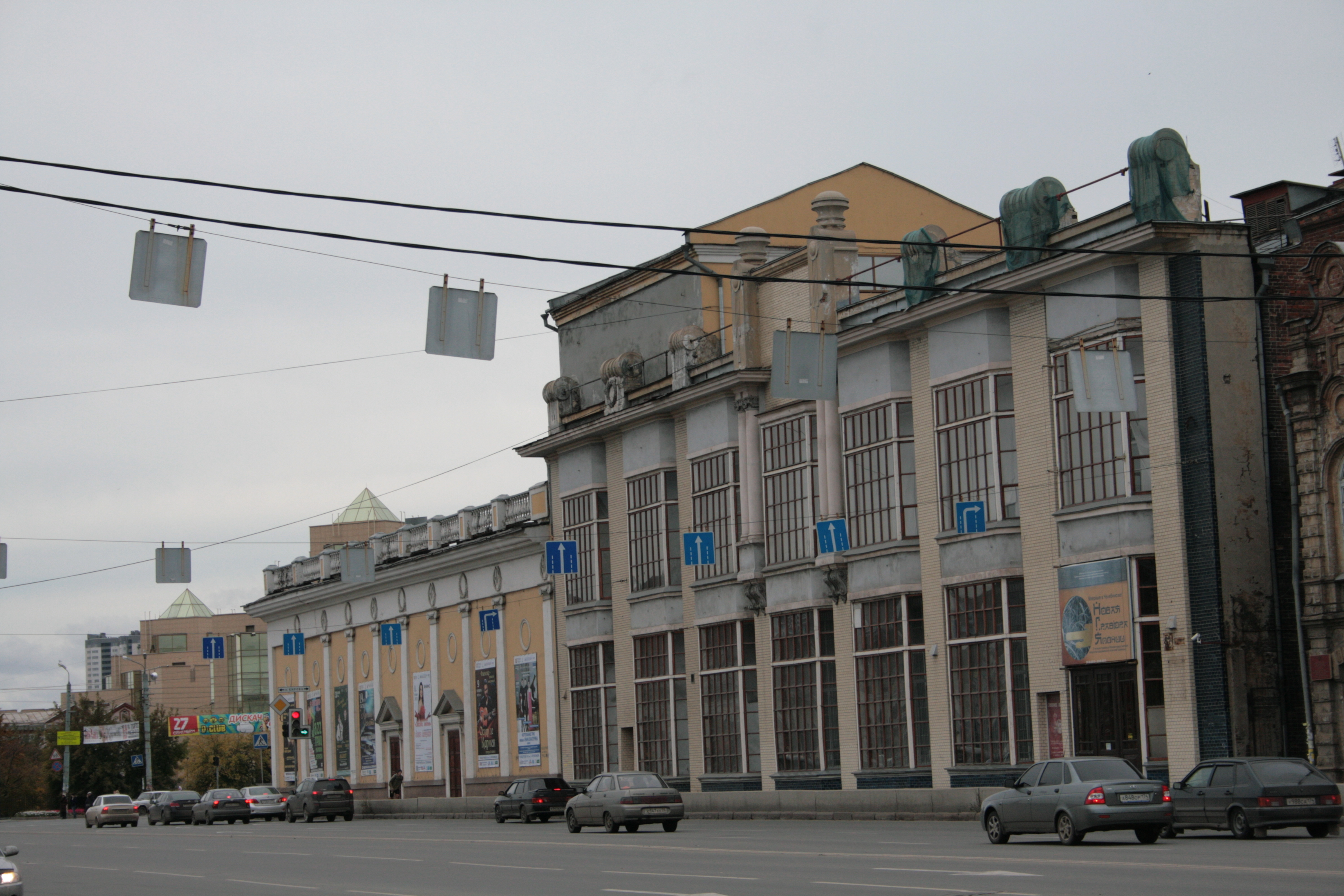
Édifice de la Philharmonie du passage Iouchev, vue de côté.

La Philharmonie de Tcheliabinsk dispose de deux salles de concert: la Salle Prokofiev (rue du Travail, 92a) et la Salle Rodina (Patrie, rue Kirov, 78). Elle occupe aussi pour ses services administratifs de la maison Joukovski (rue du Travail, 88). Ces trois bâtiments sont inscrits à la liste du patrimoine culturel d'importance régionale. La Salle Prokofiev est construite en continuité du même édifice que le passage Iouchev, où se trouve aujourd'hui la galerie de tableaux du musée des beaux-arts de Tcheliabinsk.

## Histoire
La Philharmonie de Tcheliabinsk est fondée en 1937 comme institution d'État afin de développer la musique de différentes sortes. Son premier directeur est N.B. Goukassov. Elle s'installe en 1950 dans une salle à l'angle de la rue Kirov et de la rue du Travail. En 1986, l'ancienne église Saint-Alexandre-Nevski devient une salle pour concerts d'orgue et musique de chambre. L'église retournant au culte en 2013, l'orgue est démonté et installé dans la salle Rodina (ancien cinéma) fin 2014.
La Salle Prokofiev est restaurée en 2003-2004.

## Collectifs
- Orchestre symphonique de Tcheliabinsk
- Orchestre d'instruments à vent de l'Oural
- Ensemble instrumental «Maestro Accordéon»
- Chœur de chambre Mikhatchenko de Tcheliabinsk
- Dixieland de l'Oural Bourko
- Ensemble de danse «Oural» [3]